# Stadtgeographie
Die Stadtgeographie, auch Stadtgeografie, ist ein traditioneller Teil der Geographie. Als geographische Querschnittsdisziplin ist sie eng verbunden mit anderen Teildisziplinen der Geographie, beispielsweise der Bevölkerungsgeographie, der Sozialgeographie, der Wirtschaftsgeographie und der Verkehrsgeographie. Auch mit anderen Wissenschaften, wie Soziologie, Kommunalwissenschaft, Stadtplanung und Raumplanung, Städtebau/Geschichte, Volkskunde und Architektur bestehen Verflechtungen. Deshalb versteht man Stadtgeographie als einen Teil der interdisziplinären Stadtforschung.
In der Stadtgeographie werden zum einen siedlungsinterne Strukturen und die zugrunde liegenden Prozesse untersucht, zum anderen aber auch Beziehungen zwischen Städten bzw. Städten und kleineren Siedlungen (siehe z. B. Suburbanisierung) sowie die Stadtentwicklung und ihrer Probleme. Aus diesem Grund wird die Stadtgeographie ursprünglich der Siedlungsgeographie zugeordnet.

## Merkmale der Stadt
Städte weisen ab einer gewissen Größe eine innere Strukturierung auf, eine Aufteilung in Teilräume mit unterschiedlichen Charakteristika. Diese Gliederung kann auf die langfristige Genese (geplante Stadtanlage wie z. B. im Absolutismus oder ungeplantes Wachstum), den Kulturraum oder auch, wie bei den meisten Städten der Industriestaaten, auf die eher kurzfristige Funktionsentmischung nach (z. T. auch vor) der Industrialisierung und der Einführung von Massenverkehrsmitteln zurückzuführen sein. 
Die Stadt ist im geographischen Sinne eine Siedlung mit besonderen funktionalen, sozialgeographischen (Sozialgeographie) und physiognomischen Merkmalen:
1. Die Stadt zeichnet sich durch eine gewisse Größe, durch hohe Bebauungsdichte (und somit weitgehend künstliche Umweltgestaltung) und eine geschlossene Ortsform aus.
2. Es besteht ein Kern-Rand-Gefälle bezogen auf beispielsweise die Wohn- und Arbeitsstättendichte, Miet- und Lebenshaltungskosten u. Ä.
3. Ein weiteres Merkmal ist die Erwerbsstruktur der Stadtbevölkerung. Die Mehrheit der Bevölkerung geht „nicht“ einer agraren Tätigkeit, sondern Tätigkeiten im sekundären (Industrie und Handwerk) oder tertiären Sektor (Handel und Dienstleistungen) nach.
4. Die Stadt ist in sich funktional und sozialräumlich gegliedert.
5. Städte besitzen einen Bedeutungsüberschuss gegenüber ländlichen Siedlungen, d. h. städtische Einrichtungen werden von Bewohnern des Umlands ebenso genutzt. Durch diesen Bedeutungsüberschuss (vergleiche Zentralität) und die Mitnutzung städtischer Einrichtungen durch die Bewohner des Umlandes ergibt sich eine Verkehrsbündelung und hohe Verkehrswertigkeit der Stadt.
6. Städte sind durch eine besondere Bevölkerungsstruktur gekennzeichnet. Überdurchschnittliche Anteile von Einpersonen-Haushalten und Kleinfamilien mit nur einem Kind sind typische Merkmale von (europäischen bzw. nordamerikanischen) Städten.

Anhand dieser Merkmale wurden von verschiedenen Geographen sogenannte Stadtmodelle entwickelt, welche genauen Aufschluss über die, für einen bestimmten Raum oder eine bestimmte Zeit, typische Struktur einer Stadt geben sollen oder Pläne für eine künftige, ideale Stadt zeigen sollen.

## Hauptforschungsrichtungen
Ab dem späten 19. Jahrhundert konstituierten sich sieben Forschungsgebiete im Feld der Allgemeinen Stadtgeographie.

### Morphogenetische Stadtgeographie
Ab der Wende zum 20. Jahrhundert bildete sich diese älteste Richtung der Stadtgeographie heraus, die auch als Stadtmorphologie bezeichnet wird. Ihr Forschungsgegenstand ist einerseits die Analyse der Stadtgestalt, also des äußeren Erscheinungsbildes einer Stadt, sowie ihrer Entwicklung. Betrachtet werden dabei unter anderem die Grundriss- und Aufrissgestaltung der Stadt sowie historische Phänomene der Stadtentstehung.

### Funktionale Stadtgeographie
Dieser Ansatz beschäftigt sich mit den Funktionen einer Stadt innerhalb eines größeren Gebietes sowie der funktionellen Raumeinheiten innerhalb einer Stadt (wie z. B. Wohnviertel, Industrie- und Gewerbegebiete, „City“). Zur funktionalen Stadtgeographie zählen beispielsweise die Siedlungssystemforschung oder die Zentralitätsforschung. Ein bekannter Vertreter dieser Forschungsrichtung ist der deutsche Geograph Walter Christaller mit seiner Theorie der zentralen Orte.

### Kulturgenetische Stadtgeographie
Die kulturgenetische Stadtgeographie findet ihre Wurzeln in der Zeit zwischen den Weltkriegen, hat sich aber erst in den 1950er Jahren zu einer bedeutenden Richtung entwickelt. Dieses Gebiet untersucht die Auswirkung von kulturellen oder auch geschichtlichen Unterschieden auf die Entwicklung einer Stadt.

### Sozialgeographische Stadtforschung
Dieses Gebiet entwickelte sich in den 1950er Jahren aus der sozialgeographischen Ausrichtung der Anthropogeographie. Die sozialgeographische Stadtforschung beschäftigt sich mit den Einflüssen sozialer Gruppen und Gesellschaften auf die Prozesse im städtischen Raum. Maßgeblich geprägt wurde sie durch die Arbeiten der Münchner Schule der Sozialgeographie ab dem Ende der 1960er Jahre, die sich unter anderem mit den Daseinsgrundfunktionen und deren Erfüllung innerhalb von städtischen Räumen beschäftigte. In jüngerer Zeit bildet die Untersuchung städtischer Lebensstile einen neuen Schwerpunkt der sozialgeographischen Stadtforschung. Damit im Zusammenhang steht auch der Prozess der Gentrifizierung. Bezüglich der funktionalen und sozialräumlichen Gliederung von (Groß-)Städten stützt sich die Stadtgeographie auch heute noch auf die insbesondere mit Ernest W. Burgess verknüpften Forschungsansätze der Chicagoer Schule.
Im englischsprachigen Raum beschäftigt sich die social geography bzw. urban social geography dagegen vor allem mit aktuellen sozialen Problem in Städten, wie Armut, Ghettobildung oder Rassenkonflikte.

### Quantitative Stadtgeographie
Die quantitative oder auch theoretische Stadtgeographie ist gekennzeichnet durch einen hohen Grad an Mathematisierung. Dieser junge Teil der Stadtforschung bedient sich bei der Überprüfung von Theorien und Modellen statistischer Methoden (z. B. Cluster- und Faktorenanalysen) oder Geoinformationssystemen.

### Verhaltensorientierte Stadtgeographie
Die verhaltensorientierte Stadtgeographie beschäftigt sich seit den frühen 1970er Jahren vor allem mit der Wahrnehmung und Bewertung städtischer Strukturen durch die Bevölkerung. Dabei sollen auch die Zusammenhänge zwischen Wahrnehmung und Bewertung analysiert werden. Untersuchungen beschäftigen sich beispielsweise mit dem Einkaufs- und Freizeitverhalten.

### Angewandte Stadtgeographie
Seit den 1970er Jahren entwickeln sich innerhalb der Stadtgeographie zunehmend planungs- und praxisorientierte Forschungsrichtungen. Um den Problemen der Stadt zu entgegnen, soll ein Austausch zwischen theoretischen und praktischen Arbeitsrichtungen entstehen. Mögliche Aufgabenfelder sind beispielsweise die Stadterneuerung oder die Wohnumfeldverbesserung. Die Instrumente des Stadtmarketings oder der Raumplanung liegen unter dem Einfluss der angewandten Stadtgeographie.